# Шиминова, Маргарита Яковлевна
Маргарита Яковлевна Шиминова (род. 9 мая 1939 - 24 ноября 2021, Москва) — юрист, специалист по гражданскому праву и проблемам страхования; доктор юридических наук с диссертацией о вопросах государственного страхования при переходе к капитализму (1990); профессор кафедры международного частного и гражданского права МГИМО; обладательница серебряной медалью Н. Н. Моисеева «За заслуги в образовании и науке».

## Работы
Маргарита Шиминова является автором и соавтором более сотни научных публикаций, включая несколько монографии; она специализируется, в основном, на советском и российском страховании, а также — на проблемах страхования в условиях формирования рыночных имущественных отношений:
- «Возмещение вреда, причиненного здоровью» (М., 1972);
- «Компенсация вреда гражданам: гражданско-правовое регулирование» (М., 1979);
- «Страхование жизни, здоровья и имущества граждан» (Л., 1980);
- «Государственное страхование в СССР: правовые вопросы» (М., 1987);
- «Страхование: история, действующее законодательство, перспективы» (М., 1989);
- «Основы страхового права в России» (М., 1993).
- Страховая охрана социалистической собственности / М. Я. Шиминова // Советское государство и право. — М., 1988. — № 11. — С. 59 — 66.
- Первый советско-американский симпозиум по гражданскому праву / М. Я. Шиминова // Советское государство и право. — М., 1985. — № 2 (февраль). — С. 137—138.